# Südkoreanische Badmintonmeisterschaft 1982
Die Südkoreanische Badmintonmeisterschaft 1982 fand vom 19. bis zum 21. Dezember 1982 in Seoul statt. Es war die 26. Auflage der Titelkämpfe.

## Austragungsort
- Sogang University Gymnasium

## Medaillengewinner
| Disziplin    | Gold                         | Silber                      | Bronze                        |
| ------------ | ---------------------------- | --------------------------- | ----------------------------- |
| Herreneinzel | Park Joo-bong                | Choi Byung-hak              | Park Hyang-kyu                |
| Herreneinzel | Park Joo-bong                | Choi Byung-hak              | Sung Han-kuk                  |
| Dameneinzel  | Kim Yun-ja                   | Chung Myung-hee             | Lee Myung-soon                |
| Dameneinzel  | Kim Yun-ja                   | Chung Myung-hee             | Kim Bok-sun                   |
| Herrendoppel | Park Joo-bong Park Hyang-kyu | Sung Han-kuk Son Moon-bae   | Kwon Seung-taek Lee Eun-ku    |
| Herrendoppel | Park Joo-bong Park Hyang-kyu | Sung Han-kuk Son Moon-bae   | Lee Deuk-choon Kim Moon-soo   |
| Damendoppel  | Kim Yun-ja Yoo Sang-hee      | Hwang Sun-ai Kang Haeng-suk | Kam Myung-suk Chung Myung-hee |
| Damendoppel  | Kim Yun-ja Yoo Sang-hee      | Hwang Sun-ai Kang Haeng-suk | Kim Geol-ju Ku Kyung-hee      |
| Mixed        | Sung Han-kuk Lee Mi-suk      | Seo Sung-min Kim Keum-hee   | Lee Jae-bok Kim Bok-sun       |
| Mixed        | Sung Han-kuk Lee Mi-suk      | Seo Sung-min Kim Keum-hee   | Lee Jae-won Ku Kyung-hee      |